# Hommentorp
Hommentorp är en by i Västra Vrams socken i Kristianstads kommun i Skåne län, belägen utanför Tollarp.
Hommentorp hade en station vid Östra Skånes Järnvägar, tidigt 1900-tal, senare Lyngsjö station.